# Rafael Monfort
 (décembre 2016).
Si vous disposez d'ouvrages ou d'articles de référence ou si vous connaissez des sites web de qualité traitant du thème abordé ici, merci de compléter l'article en donnant les références utiles à sa vérifiabilité et en les liant à la section « Notes et références ».
Pour les articles homonymes, voir Monfort.
Rafael Monfort, né le 26 mai 1963 à Barcelone, est un entraîneur de football espagnol

## Carrière
Il est le directeur sportif du Deportivo Alavés en 2004-2005, puis brièvement l'entraîneur en début de saison suivante. En janvier 2006, il est engagé par la cellule de recrutement du Real Madrid. Il est nommé ensuite chef du recrutement par l'Udinese Calcio, en Italie.